# Bolton (stacja kolejowa)
Bolton – stacja kolejowa w Bolton, w Anglii. Posiada 2 perony i obsługuje 1,868 mln pasażerów.